# Coleophora unigenella
Coleophora unigenella é uma espécie de mariposa do gênero Coleophora pertencente à família Coleophoridae.